# Helena Langšádlová
Helena Langšádlová (* 14. října 1963 Praha) je česká politička, od prosince 2021 do května 2024 ministryně pro vědu, výzkum a inovace ČR ve vládě Petra Fialy. Členkou Poslanecké sněmovny je od roku 2010. Mezi roky 2011 až 2017 byla místopředsedkyní TOP 09. Působila také jako zastupitelka Středočeského kraje a starostka Černošic.

## Životopis
Helena Langšádlová se narodila v Praze a nyní[kdy?] žije v Černošicích. V letech 1979–1984 vystudovala střední průmyslovou školu stavební, obor vodohospodářské stavby. V letech 2004–2008 se věnovala bakalářskému studiu v oboru politologie na Vysoké škole politických a společenských věd v Kolíně. V letech 2008–2010 absolvovala magisterské studium politologie a politika v mezinárodních vztazích na Vysoké škole mezinárodních a veřejných vztahů v Praze. V roce 2007 ukončila kurz MBA Basics na Business School Netherland/International, organizovaný ve spolupráci s britskou International Management Centres Association.
Pracovní zkušenosti získala Helena Langšádlová v letech 1984–1986 jako stavební technik na odboru výstavby a územního plánování Prahy-západ, v letech 1986–1990 byla na mateřské dovolené. Následně v letech 1990–1998 podnikala jako majitelka penzionu. V období let 1998–2006 vykonávala funkci starostky města Černošice, v letech 2006–2010 zde působila ve funkci místostarostky a do listopadu 2011 pracovala jako zastupitelka města. V letech 2000–2008 a v letech 2012–2013 byla krajskou zastupitelkou. Od roku 2004 do roku 2010 působila jako členka Výboru regionů EU. Od roku 2010 je poslankyní Parlamentu ČR.
Helena Langšádlová je vdaná, má dva dospělé syny. Hovoří anglicky a rusky.

## Politická kariéra

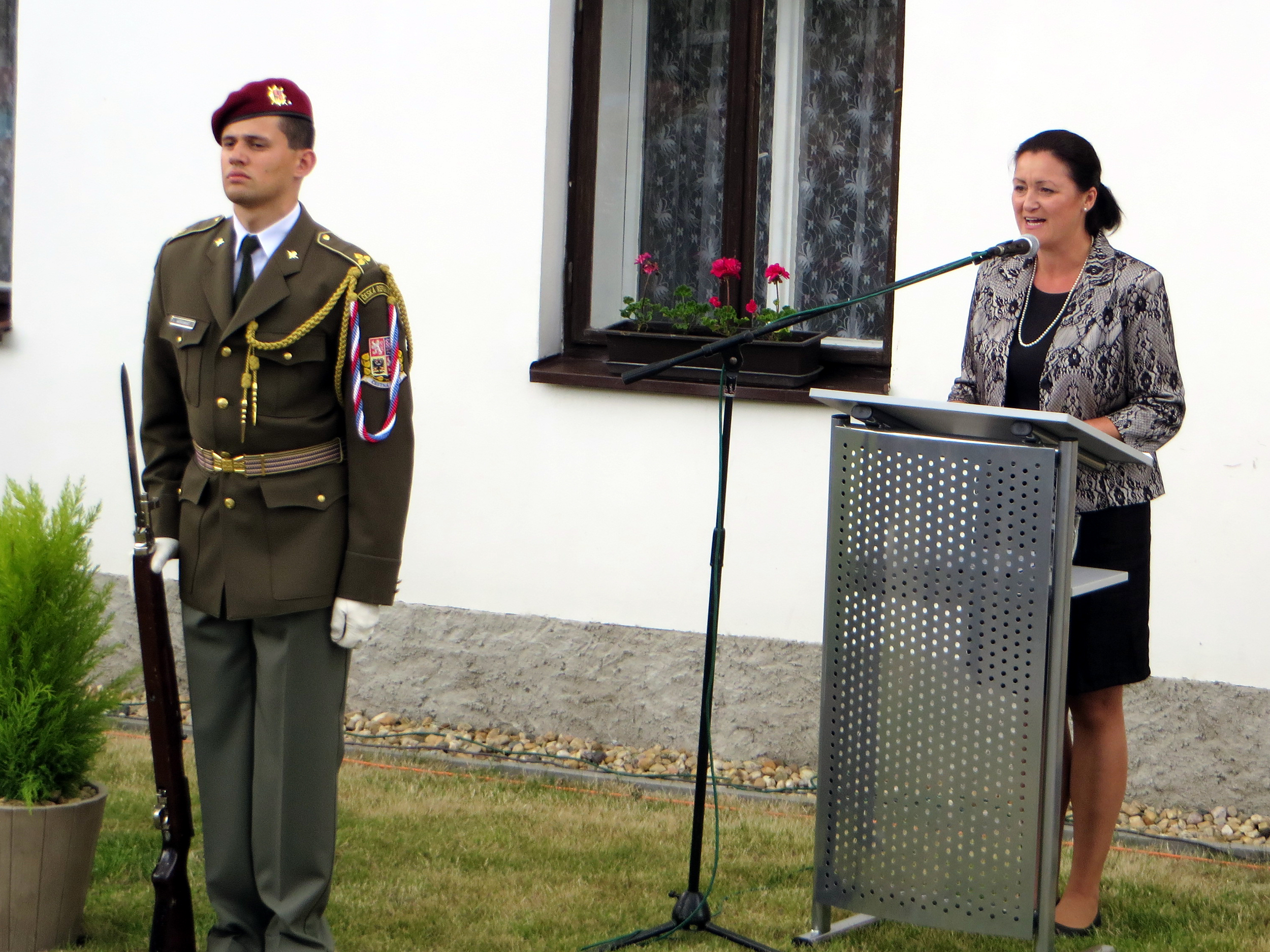
Pietní akt připomínající paraskupinu Silver A v Senicích

Mezi roky 1998–2006 působila ve funkci starostky města Černošice (zvolena za KDU-ČSL), v letech 2006–2010 ve funkci místostarostky města (zvolena za KDU-ČSL). V letech 2000–2008 byla krajskou zastupitelkou. Od roku 2004 do roku 2010 byla členkou Výboru regionů EU.
Poslankyní byla zvolena v květnu 2010, v říjnu 2013, 2017 a 2021. Ve sněmovně působila jako místopředsedkyně rozpočtového výboru a členka výboru pro veřejnou správu a regionální rozvoj. Zároveň pracovala jako předsedkyně stálé komise pro rodinu a rovné příležitosti a předsedkyně podvýboru pro bankovnictví, pojišťovnictví a finanční trhy. Rovněž byla členkou podvýboru pro územní rozvoj a financování veřejné správy. Od roku 2013 působila jako místopředsedkyně ve výboru pro evropské záležitosti a byla členkou stálé komise pro rodinu, rovné příležitosti a národnostní menšiny.
V roce 2009 se stala předsedkyní středočeské organizace TOP 09 a členkou výkonného výboru. O dva roky později se stala místopředsedkyní TOP 09 a do této funkce byla opětovně zvolena v prosinci 2013. Také v listopadu 2015 obhájila na 4. celostátním sněmu TOP 09 v Praze tuto pozici, od delegátů obdržela 136 hlasů (tj. 79 %). Funkci místopředsedkyně zastávala do listopadu 2017.
V krajských volbách v roce 2012 získala mandát v Zastupitelstvu Středočeského kraje. Na mandát rezignovala v dubnu 2013.

Ve volbách do Poslanecké sněmovny PČR v roce 2013 obhájila svůj mandát za TOP 09 ve Středočeském kraji. Ve volbách do Poslanecké sněmovny PČR v roce 2017 obhájila svůj poslanecký mandát za TOP 09 ve Středočeském kraji. Získala 3 447 preferenčních hlasů a z původního 5. místa na kandidátce se přesunula na místo druhé. Byla členkou Hospodářského výboru, Výboru pro Evropské záležitosti a předsedkyní Podvýboru pro migraci a azylovou politiku. Helena Langšádlová se také aktivně věnuje boji proti hybridním hrozbám a dezinformacím, byla proto jednou z iniciátorů vzniku Stálé komise pro hybridní hrozby, jejíž byla také členkou. V dostavbě jaderné elektrárny Dukovany zastává názor, že by z tendru měly být vyřazeny firmy z Číny a Ruska. 
„Naprosto nepřijatelný je zároveň přístup ČEZu, který do zadávací dokumentace k výběrovému řízení nepromítl bezpečností zájmy České republiky, ačkoliv tak dle smlouvy učinit měl. Je povinností MPO požadovat, aby všechny informace, které vyplývají z bezpečnostních požadavků, ČEZ do zadávací dokumentace neprodleně doplnil. Zároveň by se vláda měla zavázat k tomu, že neosloví rizikové dodavatele, kteří jsou nepřátelské vůči EU a NATO (Rusko a Čína). V takto rozsáhlé zakázce musíme postupovat tak, aby naše bezpečnostní zájmy nebyly poškozeny,“ 
Dále se také věnuje tématům jako je mj. boj proti „energetickým šmejdům“, podpoře rodiny s dětmi (např. dětské skupiny) a ochraně životního prostředí.
Ve volbách do Poslanecké sněmovny PČR v roce 2021 kandidovala z pozice členky TOP 09 na 2. místě kandidátky koalice SPOLU (tj. ODS, KDU-ČSL a TOP 09) ve Středočeském kraji. Získala 12 752 preferenčních hlasů a byla znovu zvolena poslankyní. V listopadu 2021 se stala kandidátkou TOP 09 na post ministryně pro vědu a výzkum ČR ve vznikající vládě Petra Fialy (tj. koalice SPOLU a PirSTAN). V polovině prosince 2021 ji do této funkce prezident ČR Miloš Zeman jmenoval, a to na zámku v Lánech.
Dne 25. dubna 2024 Langšádlová oznámila, že na ministerský post rezignuje,
zřejmě kvůli nespokojenosti mateřské strany s tím, jak prezentovala výsledky své práce na veřejnosti. Někteří politici ji předtím kritizovali za její údajnou „neviditelnost“. Prezident Petr Pavel její demisi, podanou k 5. květnu 2024, přijal 2. května 2024. Jejím nástupcem se měl stát ekonom Pavel Tuleja, který se však nominace 3. května 2024 vzdal. Novým kandidátem se stal Marek Ženíšek.
Ve sněmovních volbách v roce 2025 kandiduje ze 6. místa kandidátní listiny koalice SPOLU ve Středočeském kraji.